# Деніз Річардс
Деніз Лі Річардс (англ. Denise Lee Richards; нар. 17 лютого 1971, Даунерс-Гроув, Іллінойс) — американська акторка і колишня модель. Грала ролі у фільмах «Зоряний десант», «Дикі штучки», «Вбивча краса», «І цілого світу замало», «День Святого Валентина». Грала кузину Моніки та Росса Геллерів у телесеріалі «Друзі». З 2008 по 2009 рік знімалася в реаліті-шоу «Деніз Річардс: Все складно». У 2010—2011 рр. грала роль у комедійному телесеріалі «Штат Блакитна Гора».

## Біографія
Народилася в Даунерс-Гроув (Іллінойс), дочка Джоні Лі, власника кафе, і Ірв Річардс (1950 р. н.), телефонного інженера. Вона має сестру Мішель. Її родовід включає в себе німецькі та французькі корені.
Виросла як в Мокіні, так і Даунерс-Гроув. У 1986 з'явилася в кліпі «The Captain of Her Heart», коли їй було 15 років. Закінчила в 1989 р. старшу школу Ель Каміно в Оушенсайді, Каліфорнія. Дитиною була «єдиною дівчиною в бейсбольній команді». Річардс — римо-католичка.

## Кар'єра
1990-ті роки для Річардс були появою в малобюджетних фільмах, таких як «Врятовані дзвінком», і грала роль запрошеної зірки в епізодах кількох телешоу — «Одружені... та з дітьми» тощо. Пізніше отримала гостьові ролі у «Район Беверлі-Гіллз» (1992), «Сайнфелд» (1993), «Лоїс і Кларк: Нові пригоди Супермена» (1994) і «Район Мелроуз» (1996). Її перша головна роль в широких кінотеатрах — Кармен Ібанез у фантастичному бойовику Пола Верховена «Зоряний десант», який в 1997 р. зібрав понад $121 214 377 по всьому світу, а Річардс була нагороджена у номінації за найкращий жіночий дебют. Після цього вона отримала роль в еротичному трилері 1998 р. «Дикі штучки».
Річардс пізніше обрана на роль Крістмес Джонс в фільмі про Джеймса Бонда «І цілого світу замало». Вона отримала «Золоту малину» 1999 р. як «Найгірша жіноча роль другого плану», була визнана однією з найгірших дівчат Бонда усіх часів згідно з «Entertainment Weekly» в 2008 р. Пізніше, того ж 1999 року, Річардс знялася з Кірстен Данст в фільмі «Вбивча краса».
У 2001 р. стала запрошеною зіркою в т/с «Друзі», як кузина Моніки Геллер, Кессі Геллер. Річардс з'явилася в таких фільмах, як «День Святого Валентина» (2001), «Таємний брат» (2002) та «Дуже страшне кіно 3» (2003). У 2003 р. вона отримала невелику роль в британській романтичній комедії «Реальна любов».
У грудні 2004 р. позувала оголеною для журналу «Playboy», через п'ять місяців після пологів.
У 2010 р. Річадрс приєдналася до акторського складу т/с «Blue Mountain State». Річардс грає Дебру, екс-дружину тренера Деніелса. З роками, значною мірою завдяки тому, що його можна було дивитися на Netflix, серіал став культовим. У липні 2011 року Річардс опублікувала мемуари «The Real Girl Next Door», бестселер New York Times, тому що «хотіла зробити щось надихаюче для інших людей, які переживають складні часи». У вересні 2011 року Річардс, як повідомляється, відмовилася від 100 000 доларів, щоб з'явитися в ролі колишньої дівчини на похоронах Чарлі Шина у фільмі «Два з половиною чоловіки» . Через місяць вона почала зніматися в епізоді для шостого сезону комедійного серіалу NBC «30 потрясінь» . Річардс брала участь у шоу телеканалу TV Guide Network «Клуб голлівудських мам», яке вийшло в ефір у листопаді 2011 року . У лютому 2012 року стало відомо, що «Університет Блу Маунтін Стейт» не буде продовжений на четвертий сезон . 
Річардс зіграла Кейт Нідлман у комедійному фільмі «Програма захисту свідків Медеї» (2012), який зібрав у прокаті 67 мільйонів доларів . Фільм знімався в Атланті на початку 2012 року і був випущений через 34th Street Films і Lionsgate. У 2012 році Річардс приєдналася до акторського складу телесеріалу-трилера «Соціопат» на каналі ABC Family . 2015 року вона з'явилася у двох фільмах: «Операція: Сусідська варта!» та “Різдвяна торгівля”. У 2016 році виконала камео в серіалі «Незаймана Джейн» на каналі The CW, в епізоді «Глава п'ятдесят один». Вона зіграла Кет Фауст у музичному трилері «Американський сатана» (2017), за який Річардс була номінована на премію за найкращу жіночу роль другого плану на Північно-Східному кінофестивалі . Пізніше того ж року Річардс зіграла Темпл Гемптон в епізоді комедійно-драматичного серіалу «Посібник подруг з розлучення» на каналі Bravo. Вона знялася в надприродному фільмі жахів «Ящик для іграшок» (2018) навпроти Міші Бартона . Фільм розповідає про сім'ю, яка вирушає в літню подорож у вживаному автофургоні і застрягає в пустелі через надприродну силу, яка повільно вбиває їх   Вона зобразила Карен у релігійному фільмі «Молитовна скринька» (2018), що вийшов на екрани 20 жовтня 2018 року .

## Приватне життя

### Шлюб із Чарлі Шином
Річардс вперше зустрілася з актором Чарлі Шином на зйомках фільму «Спитайте Сінді» в 2000 р. Побралися 26 грудня 2001 р. і одружилися в римсько-католицькій церемонії 15 червня 2002, в маєтку «Спін-Сіті» творця Гері Девіда Голдберга. У них дві дочки, Сем Дж. Шин (9 березня 2004 р. н.) і Лола Роуз Шин (1 червня 2005 р. н.). 
У березні 2005 р., під час другої вагітності, Річардс подала на розлучення з Шином. Пара на деякий час примирилася, проте 4 січня 2006 р. представник Річардс заявив, що вона продовжує процес розлучення. Пізніше Деніз шукала судову заборону проти Шина, стверджуючи, що він погрожував їй вбивством. 19 квітня 2006 р. Річардс подала офіційні юридичні документи щодо розлучення з Шином відповідно до законодавства штату Каліфорнія.
У 2008 р. Річардс вирішила включити її двох дочок з Чарлі Шином в реаліті-шоу «Деніз Річардс: Все складно». 25 січня 2008 р. Річардс виграла судову справу проти Шина, що вона може показувати дочок на шоу. Коли суддя відхилив прохання Шина блокувати його, Шин закликав фанатів бойкотувати.
У червні 2011 р. Річардс усиновила третю дитину, Елоїзу Джоні.

### Конфронтація зпапараці
8 листопада 2006 р. співробітники Королівської канадської кінної поліції (RCMP) були викликані в казино Рівер Рок у Річмонді, Британська Колумбія, де Річардс робила фільм. Побачивши двох фотографів, які знімали її на фотокамери з сусіднього балкона, вона кинула в них два портативних комп'ютери. Звинувачень проти неї висунуто не було.

## Фільмографія
| Рік  | Назва                          | Роль                 | Примітки  |
| ---- | ------------------------------ | -------------------- | --------- |
| 1993 | Заряджена зброя 1              | Сінді                |           |
| 1994 | Італійська мафія               | Елізабет             |           |
| 1994 | Теммі і Тірекс                 | Теммі                |           |
| 1995 | 919 на П'ятій авеню            | Кеті Демор           | Телефільм |
| 1995 | P.C.H.                         | Джесс                | Телефільм |
| 1996 | В одну мить                    | Тіна Джейкобс        | Телефільм |
| 1996 | Pier 66                        | Коллін               | Телефільм |
| 1997 | Ніде                           | Жанна                |           |
| 1997 | Зоряний десант                 | Кармен Ібанез        |           |
| 1998 | Дикі штучки                    | Келлі Ван Раян       |           |
| 1999 | Вбивча краса                   | Ребекка Ліман        |           |
| 1999 | І цілого світу замало          | Крістмес Джонс       |           |
| 1999 | Замітаючи сліди                | Венді                |           |
| 2001 | День Святого Валентина         | Пейдж Прескотт       |           |
| 2001 | Спитайте Сінді                 | Сінді Стайн          |           |
| 2002 | Імперія                        | Тріш                 |           |
| 2002 | Таємний брат                   | Пенелопа Сноу        |           |
| 2002 | Третє колесо                   | Діана Еванс          |           |
| 2002 | Ну ти й недоумок               | Хлоя                 |           |
| 2003 | Реальна любов                  | Карла                |           |
| 2003 | Дуже страшне кіно 3            | Енні Логан           | Камео     |
| 2004 | Шльондра                       | Ребекка Сміт         |           |
| 2004 | Елвіс вийшов з дому            | Белінда              |           |
| 2004 | Чуже весілля                   | Лорен Кендалл        | Телефільм |
| 2005 | Едмонд                         | Дівчина              |           |
| 2008 | Блондинка і блондинка          | Дон Дом              |           |
| 2008 | Джолін                         | Марін Легер          |           |
| 2009 | У пошуках блаженства           | Блісс / Лаура        |           |
| 2009 | Неймовірне кохання             | Себе                 |           |
| 2009 | Мрії збуваються                | Отем Блісс           |           |
| 2011 | Американські жиголо            | Джуді                |           |
| 2012 | Блакитна лагуна: Пробудження   | Барбара Робінсон     | Телефільм |
| 2012 | Програма захисту свідків Медеї | Кейт Нідлмен         |           |
| 2012 | Халявщики                      | Себе                 |           |
| 2014 | Фатальне виправдання           | Нора Грант           | Телефільм |
| 2015 | Операція: Дозор по сусідству!  | Деніз Соренсен       |           |
| 2016 | Життя                          | Єлизавета            |           |
| 2017 | Американське насильство        | Доктор Аманда Тайлер | Телефільм |
| 2018 | Коробка іграшок                | Дженніфер            |           |
| 2019 | Королева реальності!           | Анджеліна Стрейзанд  |           |
| 2020 | Грошовий літак!                | Сара                 |           |